# Günter Halle
Günter Halle (* 14. März 1927 in Molmeck) war  Abteilungsleiter im Ministerium für Staatssicherheit (MfS) der DDR der Abteilung Agitation.

## Leben
Der Sohn des Hüttenarbeiters und KPD-Mitglieds Otto Halle war nach dem Besuch der Volksschule von 1941 bis 1944 Angestellter der Mansfeld AG. Am 21. Februar 1944 beantragte er die Aufnahme in die NSDAP und wurde zum 20. April desselben Jahres aufgenommen (Mitgliedsnummer 10.084.290). Er arbeitete 1944/45 im Reichsarbeitsdienst.
1945 trat Halle in die KPD ein und wurde 1946 durch die Zwangsvereinigung von SPD und KPD Mitglied der SED. Zunächst arbeitete er als Jugendsekretär des FDGB-Kreisvorstandes Hettstedt und wurde dann Sekretär des Antifa-Jugendausschusses Halle (Saale). Nach dem Besuch der Arbeiter-und-Bauern-Fakultät in Halle studierte er von 1947 bis 1949 Gesellschaftswissenschaften an der Universität Leipzig. 1949 war Halle kurzzeitig Redakteur beim Mitteldeutschen Rundfunk, wechselte jedoch bereits im Jahr darauf als Hauptreferent zum Amt für Information nach Berlin. 1952 machte Halle mit einem Buch über die französische Fremdenlegion Légion étrangère auf sich aufmerksam, das in Übersetzungen in den folgenden Jahren auch in Bulgarien, der Sowjetunion, der Tschechoslowakei und Ungarn erschien. Von 1953 bis 1956 arbeitete er als freischaffender Journalist.
Bereits seit 1950 war Halle als Inoffizieller Mitarbeiter des MfS erfasst. Im Juni 1956 erfolgte seine Einstellung als hauptamtlicher Mitarbeiter des MfS, wo er von Anfang an in der Abteilung Agitation tätig war. 1957 wurde er Nachfolger von Gustav Borrmann als Abteilungsleiter. 1966 erfolgte die Beförderung zum Oberst. 1971 promovierte Halle gemeinsam mit dem Leiter des Presseamts beim Vorsitzenden des Ministerrates der DDR Kurt Blecha an der Juristischen Hochschule des MfS in Potsdam-Eiche zum Dr. jur.
Halle war im Rahmen seiner dienstlichen Tätigkeit unter dem Pseudonym „Michel Mansfeld“ fachlicher Berater für die erste Staffel der Serie Das unsichtbare Visier des Fernsehens der DDR. Nach seinem Ausscheiden aus dem MfS 1975 schrieb Halle unter seinem Pseudonym die zweite Staffel (Folgen 10–16) dieser Serie sowie den nachfolgenden Fernsehfilm Feuerdrachen. 1979 erhielt „Michel Mansfeld“ gemeinsam mit weiteren Beteiligten dafür den Orden Banner der Arbeit Stufe I. Nicht verwechseln darf man ihn mit dem westdeutschen Drehbuchautor Michael Mansfeld.